# Peter Maus
Peter Maus (* 24. März 1948 in Bayreuth; † 17. Juni 2022 in Berlin) war ein deutscher Opernsänger (Tenor).

## Leben
Peter Maus studierte zunächst Kirchenmusik an der Kirchenmusikschule Bayreuth. Seine Gesangsausbildung erhielt er an der Musikhochschule München, u. a. bei Hanno Blaschke, und privat bei Margarethe von Winterfeldt in Berlin. Sein Bühnendebüt gab er 1972 im Rahmen des Bayreuther Jugendfestspieltreffens in einer Aufführung von Richard Wagners Frühwerk Das Liebesverbot.
1974 wurde er an die Deutsche Oper Berlin (DOB) engagiert, der er bis zu seinem offiziellen Bühnenabschied im Jahre 2013 ohne Unterbrechung fast 40 Jahre angehörte. An der Deutschen Oper debütierte er im Februar 1974 in Il trovatore. In seiner ersten Premiere an der DOB sang er im März 1974 den Schreiber Iseppo in La Gioconda. Er sang dort im Laufe seines Engagements fast 100 Rollen in mehr als 70 Bühnenwerken. Er übernahm schwerpunktmäßig Partien für Buffo- und Charaktertenor.
Zu seinem Repertoire gehörten u. a. Pedrillo in Die Entführung aus dem Serail, Jaquino in Fidelio, Peter Iwanow in Zar und Zimmermann, Junker Spärlich in Die lustigen Weiber von Windsor, Wenzel in Die verkaufte Braut, der Minister Pong in Turandot und Aljeya in Aus einem Totenhaus. Daneben sang er zahlreiche kleinere Partien; u. a. war er an der Deutschen Oper Berlin als Narr in Boris Godunow und als Monsieur Triquet in Eugen Onegin zu hören. Gelegentlich interpretierte Maus auch lyrische Partien in Mozart-Opern, wie Belmonte und Ferrando.
Er sang auch in Werken von zeitgenössischen Komponisten wie Bernd Alois Zimmermann, Aribert Reimann und Wolfgang Rihm. In der Spielzeit 1974/75 wirkte er an der Deutschen Oper in der Berliner Erstaufführung der Oper Tod in Venedig mit. 1981 wirkte er an der Deutschen Oper Berlin in der Uraufführung der Oper Aus Deutschland von Mauricio Kagel mit. In der Spielzeit 1975/76 gehörte er zur Besetzung der Uraufführung der Oper Kinkakuji von Toshiro Mayuzumi. Im Juni 1977 sang er in der deutschen Erstaufführung der Oper Zoo-Palast von Thomas Jahn.
In der Spielzeit 1977/78 gehörte er zur Premierenbesetzung der Offenbach-Operette Die Banditen. In der Spielzeit 1977/78 sang er unter der musikalischen Leitung von Heinrich Hollreiser den Wenzel in einer Neuinszenierung der Oper Die verkaufte Braut. In der Spielzeit 1978/78 war er unter der musikalischen Leitung von Horst Stein der Schmuggler Remendado in einer Carmen-Neuinszenierung. In der Spielzeit 1979/80 sang er, an der Seite von René Kollo, Gwyneth Jones, Benno Kusche und Erik Ode, den Raoul de St.Brioche in einer Neuinszenierung der Operette Die lustige Witwe. In der Spielzeit 1981/82 sang er die Rolle des Tataren Aljeja in einer Neuinszenierung der Oper Aus einem Totenhaus. In der Spielzeit 1984/85 übernahm er an der Deutschen Oper Berlin unter der Regie von Giancarlo del Monaco die vier Dienerrollen in einer Neuinszenierung von Hoffmanns Erzählungen. 1985 sang er, an der Seite von Catherine Gayer und Tomislav Neralić, die Partie des Gonzalvo in dem Einakter Die spanische Stunde bei einer Produktion im Parkett-Foyer der Deutschen Oper Berlin. In der Spielzeit 1985/86 übernahm er in einer Neuinszenierung der Lortzing-Oper Zar und Zimmermann die Buffo-Rolle des Peter Iwanow. Im September 1992 sang er den Lehrer in der Uraufführung der Oper Das Schloss von Aribert Reimann. In der Spielzeit 1996/97 übernahm er an der Deutschen Oper Berlin in der dortigen Erstaufführung die Rolle des Elder Gleaton in der Oper Susannah von Carlisle Floyd. 2002 war er an der Deutschen Oper Berlin als Spalanzani in Hoffmanns Erzählungen besetzt. 2013 sang er zu seinem offiziellen Bühnenabschied den Mime in Das Rheingold. Anschließend trat Maus weiterhin als Gast an der Deutschen Oper Berlin auf. In der Spielzeit 2015/16 gehörte er zur Uraufführungsbesetzung der Kinderoper Kleines Stück Himmel von Ania Michaelis und Nuria Núñez Hierro.
Im Dezember 2019 trat Maus letztmals an der Deutschen Oper Berlin auf, als Hirt in Tristan und Isolde. Für die Spielzeit 2022/23 war Maus für fünf Vorstellungen als Alcindoro in La Bohème besetzt.
Mehrfach gastierte er auch an der Staatsoper Unter den Linden. In der Spielzeit 1984/85 gastierte er am Grand Théâtre de Genève als Hirt in einer Neuinszenierung von Tristan und Isolde. In der Spielzeit 1976/77 sang er in einer Produktion der Deutschen Oper Berlin, die im Fontane-Haus im Märkischen Viertel ihre Premiere hatte, in der Buffo-Operette Die Damen vom Markt von Jacques Offenbach. Im Oktober 1977 wirkte er in einer konzertanten Aufführung der Opéra comique Die Tochter des Tambourmajors von Jacques Offenbach mit, die in Zusammenarbeit mit dem RIAS Berlin entstand. Im Juli 1979 wirkte er in einer konzertanten Aufführung der Operette Die Seufzerbrücke von Jacques Offenbach mit, die wieder in Zusammenarbeit mit dem RIAS Berlin entstand. Im August 1979 sang er im Rahmen der „Berliner Sommerfestspiele“ den Jaquino in einer Fidelio-Aufführung in der Kirche Maria Regina Martyrum. 1985 sang er am Theater des Westens in Berlin, an der Seite von Daniela Ziegler, Hermin Esser und Paul Wolfrum den Fatty in einer Produktion von Aufstieg und Fall der Stadt Mahagonny.
Von 1982 bis 2002 sang Maus, „stets hoch musikalisch und darstellerisch überzeugend“, alljährlich verschiedene kleinere Partien bei den Bayreuther Festspielen. Von 1993 bis 1996 war er in Heiner Müllers Bayreuther Tristan-Inszenierung der blinde Hirte, wobei er eine „besonders eindrückliche“ Darstellung bot.
Neben seiner Tätigkeit als Opernsänger trat Maus auch als Konzert- und vor allem als Oratoriensänger, u. a. mit den Passionen von Johann Sebastian Bach, auf.
Ab 1986 hatte Peter Maus einen Lehrauftrag an der Universität der Künste Berlin. 1995 wurde er dort zum Honorarprofessor ernannt. 2001 wurde ihm der Titel „Berliner Kammersänger“ verliehen.
Peter Maus starb im Juni 2022 im Alter von 74 Jahren nach kurzer, schwerer Krankheit.